# Anomalon laticeps
Anomalon laticeps là một loài tò vò trong họ Ichneumonidae.